# Still Sucks
A Still Sucks a Limp Bizkit együttes hetedik stúdióalbuma, amely 2021 október 31.-én jelent meg a Suretone Records kiadónál. Mindenféle előzetes hírverés nélkül dobta piacra új nagylemezét a zenekar. A korábban éveken át csak Stampede Of The Disco Elephants néven emlegetett album végleges címe Still Sucks lett, és hivatalosan is végighallgatható. Az ezredforduló korszakának egyik legnépszerűbb előadója a 2011-es Gold Cobra óta nem hozott ki friss nagylemezt. Wes Borland gitáros korábban egy interjúban elismerte: ők maguk is kételkednek benne, van-e egyáltalán értelme albumot kiadniuk.

## Az album dalai
1. Out Of Style                  - 3:23
2. Dirty Rotten Bizkit           - 3:01
3. Dad Vibes                     - 2:12
4. Turn It Up, Bitch             - 2:21
5. Don’t Change                  - 2:55
6. You Bring Out The Worst In Me - 3:12
7. Love The Hate                 - 1:56
8. Barnacle                      - 1:56
9. Empty Hole                    - 1:53
10. Pill Popper                   - 2:24
11. Snacky Poo                    - 4:12
12. Goodbye                       - 2:36

## Közreműködők

### Limp Bizkit
- Sam Rivers – basszusgitár
- Fred Durst – ének
- DJ Lethal – lemezlejátszó, sample-ök, billentyűk, programozás
- John Otto – dob
- Wes Borland – gitár